# Francisco II de Francia
Francisco II de Francia (Fontainebleau, 19 de enero de 1544-Orleans, 5 de diciembre de 1560) fue rey de Francia de 1559 a 1560. También fue rey consorte de Escocia, como resultado de su matrimonio con María I de Escocia, desde 1558 hasta su muerte en 1560. 
Ascendió al trono de Francia a la edad de quince años, después de la muerte accidental de su padre, Enrique II de Francia. Su breve reinado estuvo dominado por los primeros movimientos de las guerras de religión francesas.
Aunque la mayoría de edad real se había fijado en catorce años, su madre, Catalina de Médici, confió las riendas del gobierno a los tíos de su esposa de la Casa de Guisa, partidarios firmes de la causa católica. Sin embargo, no pudieron ayudar a los católicos en Escocia contra la progresiva Reforma escocesa, y la Auld Alliance se disolvió. Francisco II fue sucedido por dos de sus hermanos, quienes tampoco pudieron reducir las tensiones entre protestantes y católicos.

## Primeros años
Era el hijo mayor de Enrique II (cuarto hijo de Francisco I y de Claudia de Francia), y de Catalina de Médici (hija de Lorenzo II de Médici y Magdalena de la Tour de Auvernia). Sus abuelos paternos fueron el rey Francisco I y Claudia de Francia. Por parte de su abuela paterna, sus bisabuelos fueron el rey Luis XII de Francia y Ana de Bretaña. En 1533, a los catorce años, Catalina contrajo matrimonio con Enrique. 
Nació once años después de la boda de sus padres. Esta larga demora en la producción de un heredero puede deberse al repudio de su padre a su madre, en favor de su amante, Diana de Poitiers. En 1537, otra amante de su padre, Filippa Duci, dio a luz una hija, Diana de Francia, que fue reconocida públicamente por el propio príncipe. Este hecho probó la fertilidad del heredero francés y añadió presión sobre Catalina para que tuviera un descendiente.  
Hacia 1538, Diana se convirtió en la amante de su padre, cuando este era el delfín de Francia, ya casado con su madre. Diana fue dama de honor de Claudia de Francia, reina consorte de Francia y duquesa de Bretaña. Después de la muerte de la reina, fue dama de honor de la madre del rey, Luisa de Saboya, duquesa de Angulema y de Anjou, y por último, también de Leonor de Austria, reina consorte de Francia. Se dice que ejerció gran influencia sobre él, hasta el punto de ser considerada la verdadera soberana. Sin embargo, este repudio fue negado por la insistencia de Diana, de que Enrique pasara sus noches con Catalina. Francisco tuvo nueve hermanos legítimos:  
- Isabel (1546-1568), casada con Felipe II de España (1559).
- Claudia (1547-1575), casada con Carlos III de Lorena.
- Luis (1549-1550), duque de Orleans.
- Carlos (1550-1574), duque de Orleans (1550-1560) y rey de Francia de 1560 a 1574.
- Alejandro Eduardo (Enrique) (1551-1589), duque de Anjou (1551-1576), de Orleans (1560-1576), rey de Polonia (1573-1574) y rey de Francia (1574-1589).
- Margarita (1553-1615), casada con Enrique IV de Francia en 1572.
- Hércules (Francisco) (1555-1584), duque de Alençon y de Anjou.
- Victoria y Juana (1556).

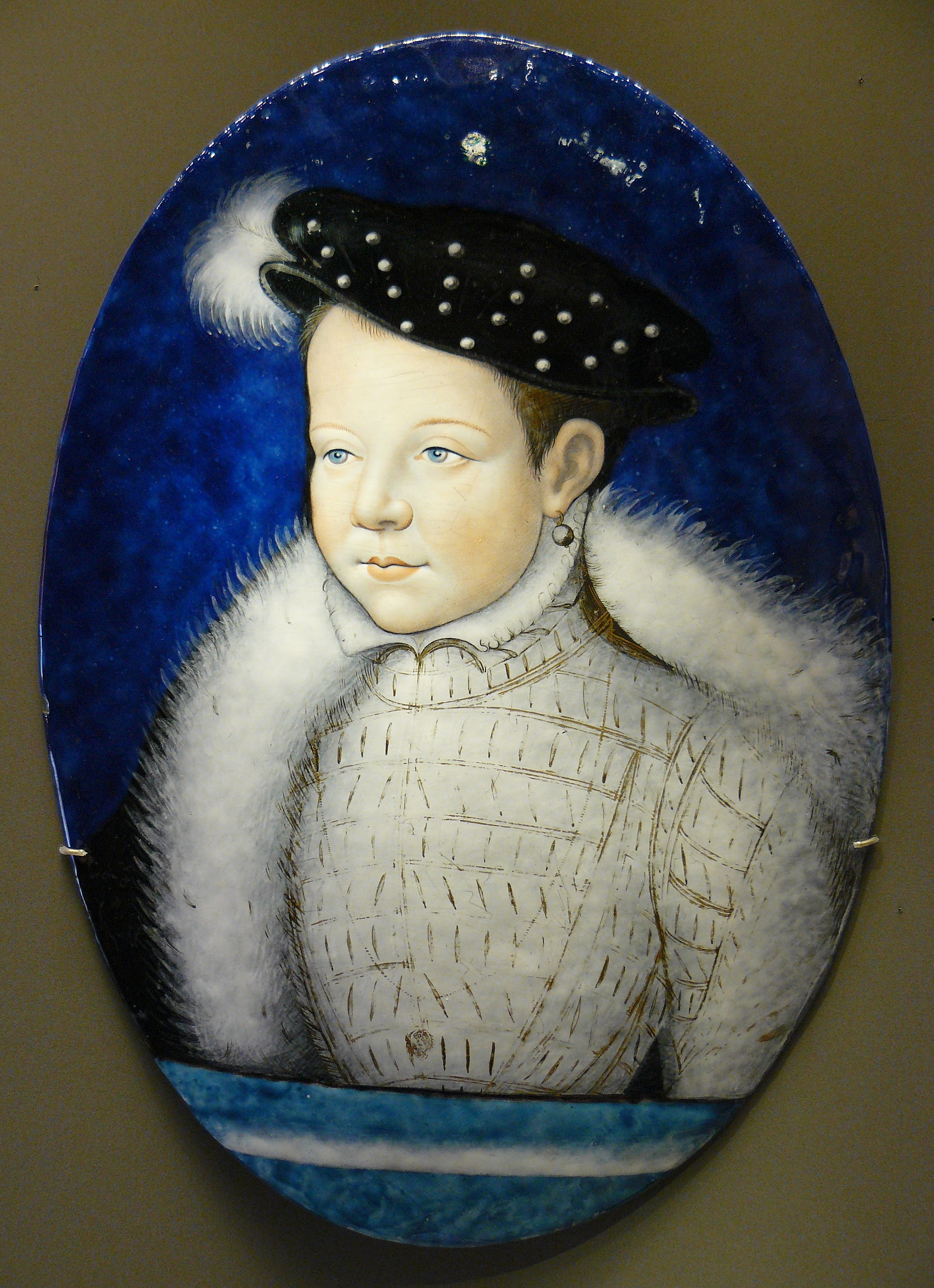
Francisco como Delfín de Francia.

Durante el reinado de Enrique se produjo el ascenso de los hermanos Guisa; Carlos, que se convirtió en cardenal, y Francisco, amigo de la infancia de Enrique que fue nombrado duque de Guisa. Su hermana, María de Guisa, había contraído matrimonio con Jacobo V de Escocia, en 1538, y fue la madre de María, reina de los escoceses. Con cinco años y medio, María fue llevada a la corte francesa, donde se prometió con el delfín, Francisco. Catalina la crio junto a sus propios hijos en la corte parisina, mientras María de Guisa gobernaba Escocia como regente de su hija.
Al principio, Francisco se crio en el castillo de Saint-Germain-en-Laye. Fue bautizado el 10 de febrero de 1544 en la Capilla Trinitaires en Fontainebleau. Sus padrinos fueron Francisco I (quien lo nombró caballero durante la ceremonia), el papa Pablo III y su tía abuela, Margarita de Navarra. Se convirtió en gobernador de Languedoc en 1546 y en delfín de Francia en 1547, cuando murió su abuelo Francisco. El mentor y la institutriz de Francisco, fueron Jean d'Humières y Françoise d'Humières. Su tutor fue Pierre Danès, un erudito griego originario de Nápoles. Aprendió a bailar de Virgilio Bracesco y la esgrima de Héctor de Mantua.

## Compromiso y matrimonio

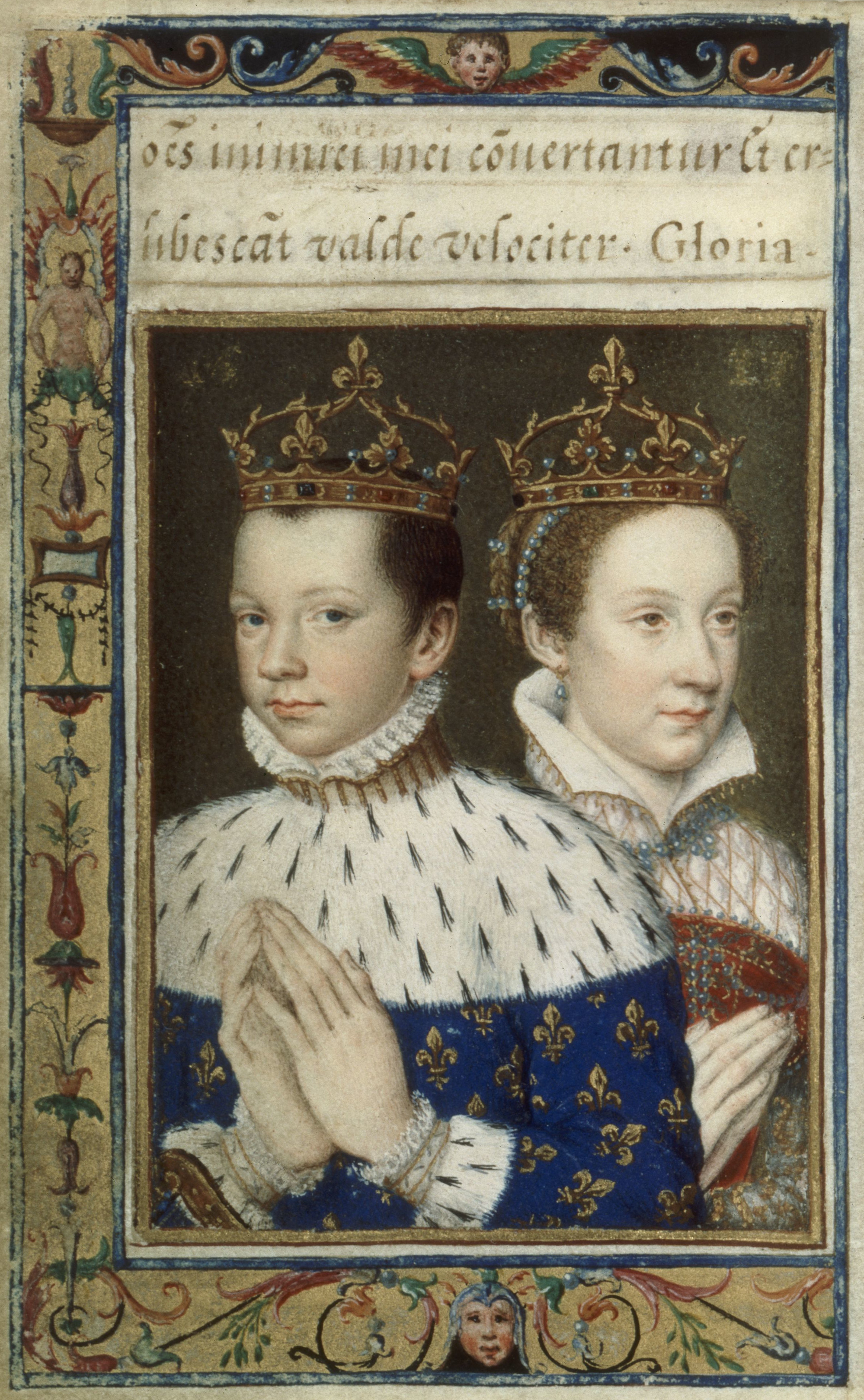
Francisco II con su esposa María I de Escocia.

El rey Enrique II, su padre, organizó un notable compromiso matrimonial para su hijo con María, reina de Escocia, en el acuerdo de Châtillon del 27 de enero de 1548, cuando Francisco tenía solo cuatro años. María había sido coronada reina de Escocia en el castillo de Stirling, el 9 de septiembre de 1543, a la edad de nueve meses, después de la muerte de su padre, Jacobo V. Además de ser la reina de Escocia, María era nieta de Claudio, duque de Guisa, un personaje muy influyente y una importante figura en la corte de Francia. 
Una vez que el acuerdo de matrimonio fue ratificado formalmente, María, de seis años, fue enviada a Francia para ser criada en la corte hasta el matrimonio. Aunque María era alta para su edad (alcanzó una altura adulta de 5 pies y 11 pulgadas o 1.80 m), y elocuente, su prometido Francisco era inusualmente bajo y tartamudo. Su padre, Enrique II, comentó que "desde el primer día que se conocieron, mi hijo y ella se llevaron tan bien como si se hubieran conocido por mucho tiempo". Vivaz, bella e inteligente (según relatos contemporáneos), María tuvo una infancia prometedora. En la corte francesa, era la favorita de todos, excepto por la esposa de Enrique II, Catalina de Médici. Los retratos de María muestran que tenía una cabeza pequeña y ovalada, un cuello largo y grácil, cabello castaño brillante, ojos de color marrón avellana, párpados gruesos y bajos, cejas finamente arqueadas, piel suave y pálida, frente alta y regular con características firmes. Era considerada una muchacha bonita y, más tarde, una mujer muy atractiva.
El 24 de abril de 1558, el delfín, de catorce años, se casó con la reina de Escocia en la catedral de Notre Dame, en París. Fue una unión que podría haber dado a los futuros reyes de Francia el trono de Escocia y también un reclamo al trono de Inglaterra, a través del bisabuelo de María, el rey Enrique VII de Inglaterra. Como resultado del matrimonio, Francisco se convirtió en rey consorte en Escocia hasta su muerte. El matrimonio no produjo hijos, posiblemente debido a las enfermedades de Francisco o sus testículos no descendidos.
Más tarde, ya viuda, María regresó a Escocia y arribó a Leith el 19 de agosto de 1561. Cuatro años más tarde, se casó con su primo hermano Enrique Estuardo, con quien, en junio de 1566, tuvo su único hijo, Jacobo.

## Rey de Francia
Poco más de un año después de su matrimonio, el 10 de julio de 1559, Francisco se convirtió en rey a la edad de quince años, tras la muerte de su padre, Enrique II. Entre los festejos por la celebración del matrimonio de su hermana, Isabel, con Felipe II de España, se incluyó un torneo, en el cual su padre, Enrique, resultó gravemente herido, pues la lanza del conde de Montgomery, que justaba con el, penetró en el ojo del rey. Isabel estaba presente cuando sucedió el accidente. El 21 de septiembre de 1559, Francisco II fue coronado rey de Francia en Reims por su tío Carlos, cardenal de Lorena. La corona era tan pesada que los nobles tuvieron que mantenerla en su lugar por él. La corte luego se trasladó al Valle del Loira, donde el Castillo de Blois y los bosques circundantes, fueron el hogar del nuevo rey. Francisco II tomó el sol para su emblema y sus lemas Spectanda fides (Así es como se debe respetar la fe) y Lumen rectis (Luz para los justos).

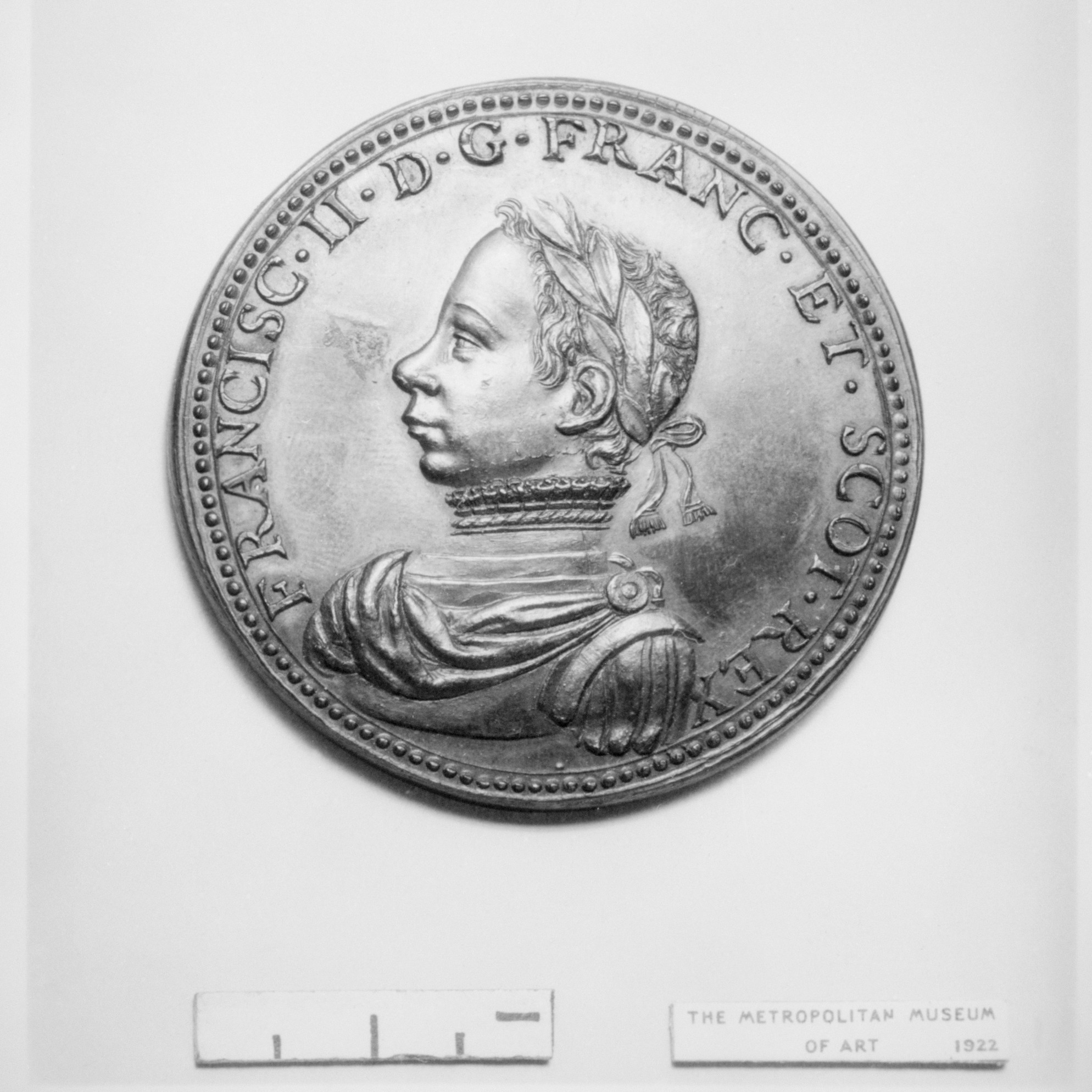
Moneda de Francisco II, con la inscripción de rey de Francia y rey consorte Escocia.

Según la ley francesa, Francisco a la edad de quince años era un adulto que en teoría no necesitaba un regente. Pero como era joven, inexperto y tenía una salud frágil tanto física como mentalmente, delegó su poder a los tíos de su esposa, de la noble Casa de Guisa: Francisco, duque de Guisa y Carlos, cardenal de Lorena. Su madre, Catalina, estuvo de acuerdo con esta delegación. El primer día de su reinado, Francisco II ordenó a sus cuatro ministros que tomaran órdenes de su madre, pero como ésta todavía estaba de luto por la pérdida de su esposo, los dirigió a la Casa de Guisa. Los dos hermanos mayores de esta familia tenían todo el poder: Francisco dirigía los ejércitos y el cardenal de Lorena disponía de las finanzas y de los asuntos de la Iglesia. Los hermanos ya habían tenido papeles importantes en el reinado de Enrique II; Francisco era uno de los comandantes militares más famosos del ejército real, y el cardenal de Lorena había participado en las negociaciones y asuntos más importantes del reino.
El surgimiento de la Casa de Guisa, funcionó en detrimento de su antiguo rival, Anne de Montmorency, agente de Francia. A sugerencia del nuevo rey, dejó la corte para ir a sus propiedades para descansar. A Diana de Poitiers, la amante del rey anterior, también se le pidió que no compareciera en la corte. Su protegido, Jean Bertrand, tuvo que entregar su título de Guardián de los Sellos de Francia, al canciller François Olivier, a quien Diana había removido de su cargo unos años antes. Fue una revolución de palacio y la transición ha sido descrita como brutal. Pero, aunque sin duda causó una considerable frustración constante, no hubo confrontaciones ni represalias. Anne de Montmorency permaneció vinculado al poder. Tan pronto como el día después de la muerte del rey, él estuvo presente en la reunión del consejo y también en la coronación. Más tarde apoyó la represión de la conspiración de Amboise de 1560, en particular, yendo al Parlamento de París para comunicar a sus miembros las medidas tomadas por el rey. En julio de 1560 regresó a la corte y al consejo, aunque de una manera mucho menos extravagante que antes. Los Guisa eran ahora los nuevos maestros de la corte. El rey les otorgó numerosos favores y privilegios; uno de los más importantes, fue el título de Gran Maestro de Francia, un título hasta ese momento, en manos del hijo del condestable, Francisco de Montmorency.

## Reinado

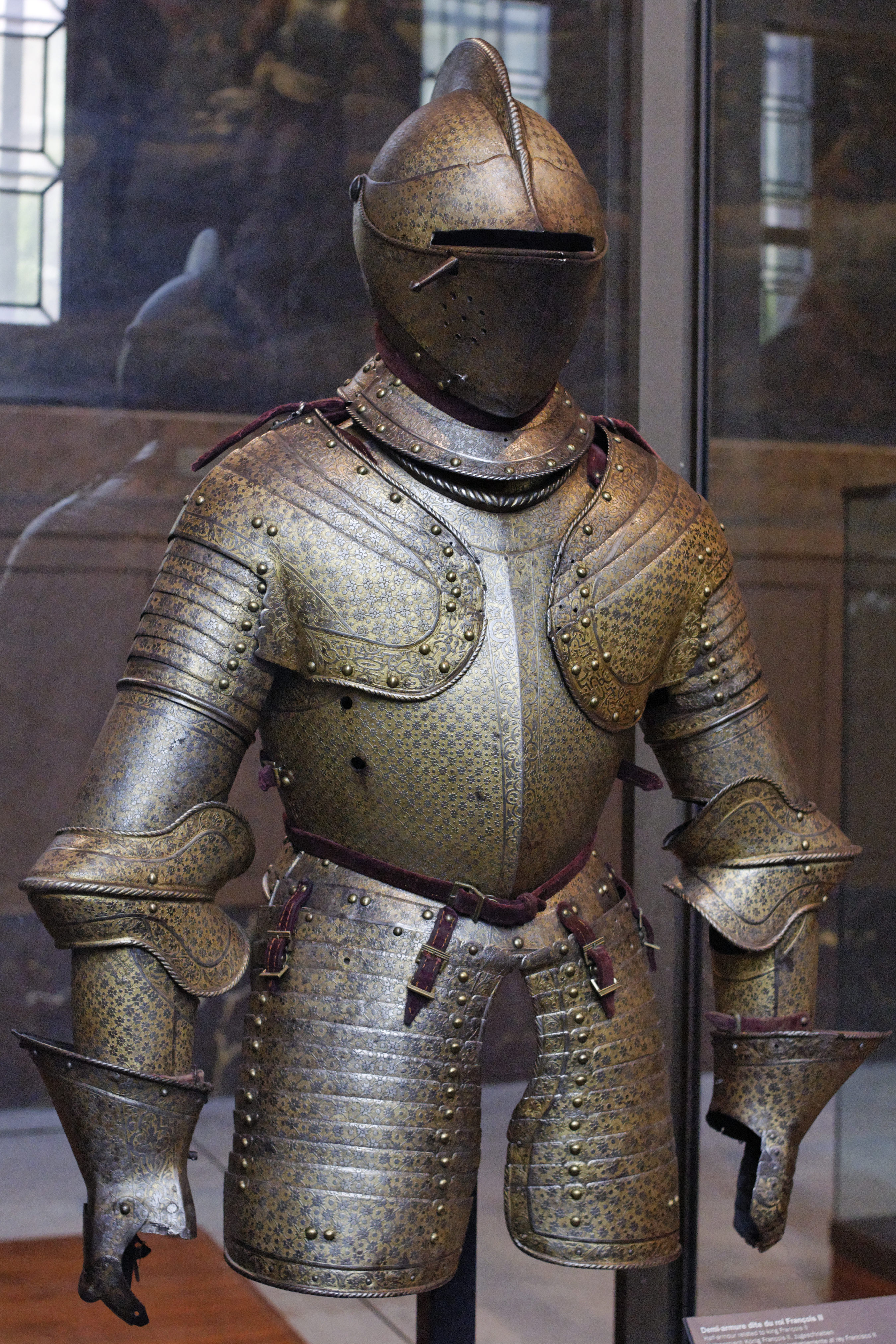
Media armadura relacionada con el rey Francisco II. Museo militar (Musée de l'Armée), Paris. Data de 1555 o 1560.

El reinado de Francisco II estuvo inmerso en los disturbios religiosos. Desde el comienzo de su regencia, los Guisa enfrentaron un profundo descontento en todo el reino. La oposición fue dirigida por dos príncipes de sangre, que disputaron su poder y sus decisiones como gobernantes. Los Guisa fueron vistos por muchos como carentes de legitimidad. Para sus adversarios, eran simplemente extranjeros ambiciosos de Lorena. Su padre Claudio, duque de Guisa, era hijo de Renato II, duque de Lorena, a quien el rey Francisco I, su compañero militar, le había otorgado la ciudadanía francesa. La principal crítica contra los Guisa, era que se aprovechaban de la juventud del rey para ejercer el poder arbitrariamente. Un movimiento de oposición dirigido por el príncipe de sangre, Antonio de Navarra, rey de Navarra, impugnó su poder. Algunos teóricos, como Francisco Hotman, creían que la ley autorizaba a este último a ser el asesor principal del rey, ya que era descendiente de Luis IX de Francia y, por lo tanto, heredero del trono si la Casa de Valois desaparecía en el poder. Sin embargo, Antonio no pudo prevalecer contra los Guisa cuando llegó a los tribunales.
Las decisiones políticas del gobierno también fueron impugnadas. Los Guisa enfrentaron una desastrosa situación financiera. Después de décadas de guerras contra la Casa de Habsburgo, la deuda pública era de 48 millones de libras, mientras que el rey tenía solo 12 millones de libras en ingresos anuales. Los Guisa implementaron una política de austeridad destinada a mejorar la situación financiera del país, pero esto contribuyó poderosamente a su impopularidad. También retrasaron el pago del personal militar, los funcionarios del rey y los proveedores de la corte. Redujeron el tamaño del ejército y muchos soldados quedaron desempleados. Las frustraciones aumentaron en la corte, ya que los recortes salvaron a los regimientos bajo el control de los Guisa y sus amigos.
En religión, los Guisa aumentaron la represión del protestantismo iniciada por el rey Enrique II. El otoño de 1559 vio una ola de allanamientos, arrestos y confiscaciones de activos. El 23 de diciembre de 1559, el consejero-secretario Anne du Bourg, magistrado del Parlamento de París, que había impugnado la represión, fue ejecutado públicamente en París en la plaza de Grève.

### Conspiración de Amboise

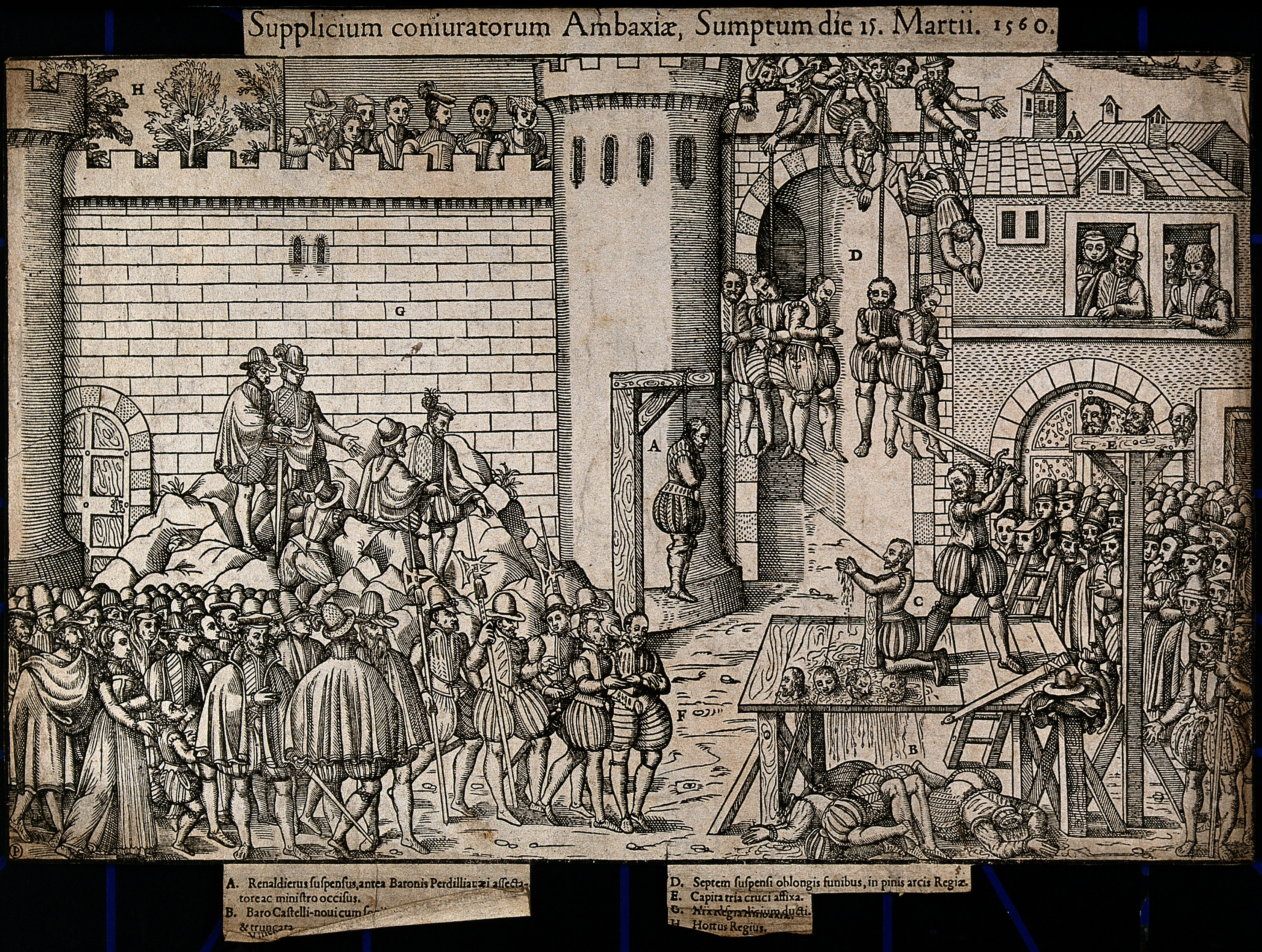
Ejecución de los conjurados.

Decididos a detener la persecución y hacer que el protestantismo fuese reconocido oficialmente, un grupo de nobles planeó la conspiración de Amboise para derrocar al gobierno y dar poder a los príncipes de sangre, que apoyaron la nueva religión. Los conspiradores planearon apoderarse del palacio con la ayuda de la guardia real, secuestrar al rey, y luego eliminar a los Guisa si ofrecían alguna resistencia. Se pretendía un despliegue militar externo sustancial para asegurar la operación. Los conspiradores probablemente también contaron con el apoyo secreto de Luis de Borbón-Condé, el ambicioso hermano menor del rey Antonio de Navarra.
Durante febrero de 1560, el tribunal recibió múltiples advertencias sobre la conspiración. Debido a esa amenaza, el consejo real decidió, bajo la influencia de la reina Catalina de Medici, hacer algunas concesiones. El 8 de marzo de 1560, el rey firmó un edicto que otorgaba amnistía general a los protestantes. Pero fue demasiado tarde; La conspiración ya estaba en marcha. Desde todas partes del reino, las tropas se dirigían al castillo de Amboise, donde residía la corte. En las ciudades de Tours y Orleans, recibieron dinero y armas de los conspiradores.
La conspiración mal organizada terminó en un baño de sangre. Su resultado se determinó el 15 de marzo, cuando Jacques, duque de Nemours, arrestó a algunos de los principales conspiradores. Durante los días siguientes, las tropas desorientadas, en su mayoría campesinos, fueron arrestados uno por uno en el bosque de Amboise y sus alrededores. Al principio, el rey estaba inclinado a la clemencia. Los liberó y les ordenó regresar a sus hogares. Pero el 17 de marzo, doscientos hombres intentaron asaltar una de las puertas de la ciudad al pie del castillo. Repelidos rápidamente por el duque de Guisa, estos rebeldes fueron perseguidos sin piedad. Más de cien fueron ejecutados, algunos incluso colgados de las murallas del castillo. Las represalias continuaron durante varias semanas y murieron casi mil doscientas personas.
Los Guisa estaban menos seguros de cómo manejar al príncipe de Condé. Había llegado a la corte durante el levantamiento y ayudó a defender el castillo. El testimonio de los prisioneros claramente lo colocaba como el beneficiario de la conspiración, pero la palabra de los plebeyos no contaba contra la de un príncipe de sangre, se necesitaban pruebas irrefutables por escrito para acusarlo. Como todavía estaba libre, Condé dejó la corte para encontrarse con su hermano Antonio en el suroeste.

### Política de conciliación

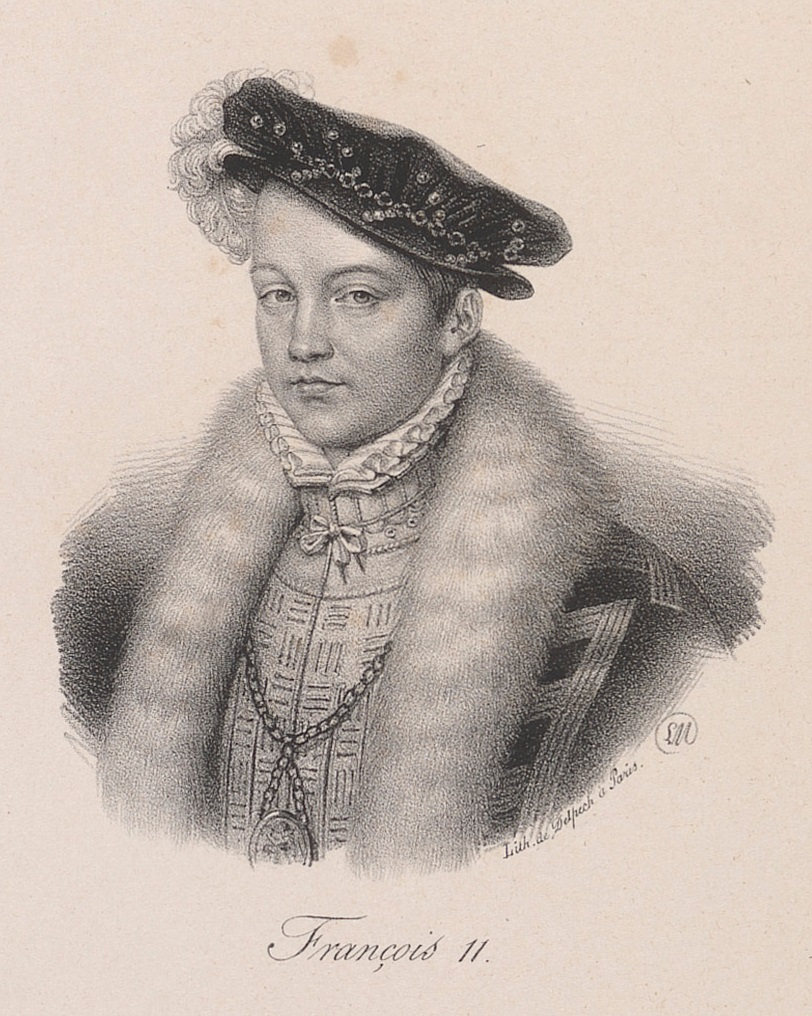
Rey Francisco II..

El estallido de violencia causado por la conspiración de Amboise, hizo que el tribunal decidiera que perseguir a los protestantes solo empeoraba la crisis religiosa. Bajo la influencia de Catalina y los miembros del consejo real, el gobierno intentó aliviar las tensiones con una política de conciliación. La clemencia hacia los protestantes se convirtió en política. Las asambleas públicas todavía estaban prohibidas, pero el gobierno liberó a todos los presos religiosos. Esta fue la primera flexibilización de la persecución religiosa desde el reinado de Enrique II. Un edicto firmado en Romorantin, en mayo de 1560, fue el comienzo del derecho a la libertad de conciencia en Francia.
En abril de 1560, la reina madre hizo que Michel de L'Hospital fuera nombrado canciller de Francia. El gobierno fue entonces dominado por "medianos", humanistas convencidos de que la reconciliación entre cristianos era posible, basada en concesiones recíprocas. Carlos, cardenal de Lorena, estaba abierto a la reforma de la iglesia. Se propuso oficialmente un consejo ecuménico para la iglesia de Francia: en lugar de obtener el consentimiento del papa Pío IV, el cardenal y la reina madre convocaron a un consejo general en el que cristianos de todas las opiniones y de toda Europa se reunieran para reformar la religión. El papa se opuso a esto. A pesar de que no querían separarse de Roma, la oposición del papa los llevó a amenazar a un consejo nacional si no estaba de acuerdo. 
Para mitigar las críticas al rey basadas en su juventud, el gobierno trató de ganar su aprobación comunicando sus decisiones ellos mismos. Se sugirió una reunión de los Estados Generales, pero, temiendo que fueran desalojados debido a su impopularidad, los Guisa se opusieron firmemente a esto. Bajo la presión de la reina madre, los Guisa acordaron consultar con los notables: esto llevó a una reunión de la Asamblea de Notables en Fontainebleau, del 21 al 26 de agosto. Se les pidió a los príncipes de sangre y al alguacil que asistieran y que reanudaran sus funciones en el consejo del rey. Durante esta asamblea, el almirante de Coligny, futuro jefe de los protestantes, recibió una petición de los protestantes normandos ante un tribunal asombrado que pedía libertad de religión. La asamblea se clausuró convocando a los Estados Generales.
Altamente crítica con el papa, la Asamblea de Notables también decidió reunir a los obispos de Francia para obtener su consentimiento para un consejo nacional. Temeroso de ver el galicanismo fuera de su control, el papa finalmente accedió a un consejo general, pero rechazó la asistencia de cualquier protestante, como lo exigió el gobierno francés. Esta decisión condujo a la reapertura del Concilio de Trento.

### Rebelión
La política de conciliación del gobierno tenía la intención de aliviar las tensiones, pero tuvo el efecto contrario. Alentados por la indulgencia del gobierno, los protestantes continuaron reuniéndose para los servicios religiosos. Aunque los funcionarios de la ley intervinieron para dispersarlos y encarcelar a los organizadores, el creciente número de participantes, que a veces superó los mil, hizo imposible lograr esto por falta de recursos. Algunos incluso fueron ganados a la nueva religión. En algunos lugares, los protestantes desafiaron a la autoridad real con disturbios y rebeliones armadas. Los disturbios que habían comenzado esporádicamente durante la conspiración de Amboise, se extendieron durante el verano en todo el reino. Las principales áreas de oposición abarcaban un territorio en forma de media luna desde Anjou hasta el Delfinado, e incluían las regiones de Poitou, Guyena, Périgord, Languedoc y Provenza.
Los alborotadores frecuentemente contaban con el apoyo de notables locales. Motivados por la feroz propaganda contra los Guisa, y buscando venganza por la erradicación de la conspiración de Amboise, los castillos, las cárceles y las iglesias atacadas más audaces. Durante la primavera de 1560, el reino experimentó los primeros eventos importantes de iconoclasia en Provenza. Durante el verano, el movimiento de desobediencia civil ganó intensidad; varias ciudades en el sur de Francia estaban en revuelta.
Con el apoyo secreto de los dos príncipes de sangre, Condé y Navarra, se desarrolló gradualmente una organización político-militar. Los protestantes eligieron líderes locales, recaudaron dinero, compraron armas y formaron milicias. Las pandillas armadas de Languedoc fueron a Provenza y el Delfinado, las cuales Paul de Mouvans y Carlos de Montbrun, intentaban alistar en la insurrección. El clímax llegó durante la noche del 4 y 5 de septiembre, cuando las milicias protestantes intentaron apoderarse de la ciudad de Lyon. La reacción del rey fue feroz y decidida: movilizó a sus tropas, envió al ejército a las zonas de disturbios y ordenó a los gobernadores que volvieran a sus posiciones. En otoño, el orden se restableció lentamente. Convencido de que el príncipe de Condé fue el responsable del levantamiento, el rey lo convocó a la corte y lo arrestó el 31 de octubre de 1560.

### Política exterior
En política exterior, Francisco II continuó los esfuerzos de paz iniciados por Enrique II, con la firma de la Paz de Cateau-Cambrésis en abril de 1559, que puso fin a 40 años de guerra entre Francia y el imperio de los Habsburgo. A expensas de su influencia en Europa, Francia continuó restaurando las tierras conquistadas en los últimos 40 años. En este sentido, el reinado de Francisco II comenzó el declive de la influencia francesa en toda Europa, en beneficio de España.
Cuando su padre, el rey Enrique II, murió, la restitución de estos territorios estaba en marcha. Francisco II, consciente de las debilidades del reino, aseguró a España su intención de cumplir el tratado que acaba de firmar. Se le pidió a Carlos, conde de Brissac, que mostraba cierta reticencia a evacuar Piamonte, que cambiara su comportamiento y acelerara la retirada. Para el otoño de 1559, Francia había abandonado completamente Saboya y Piamonte, a excepción de los lugares acordados en la Paz de Cateau-Cambrésis (Turín, Chieri, Chivasso, Pinerolo, Savigliano y Villanova d'Asti). Territorios devueltos al duque de Saboya, Emanuel Filiberto. Además devolvería los territorios tomados en el Monferrato a Guillermo Gonzaga, duque de Mantua. Ambos eran aliados de España. Finalmente, Valenza, que el conde de Brissac se quejaba de liberar, debía ser devuelta al ducado español de Milán. En el lado español, el rey Felipe II, mostró cierta reticencia a devolver Le Catelet, Ham y San Quintín, en el noreste del reino, como lo exige el tratado. Las disputas fronterizas renovaron las tensiones entre las dos naciones, pero después de meses de protestas, Francisco II finalmente obtuvo estos territorios.
Junto con la restitución de territorios, el gobierno de Francisco II tuvo que negociar, pagar o reclamar compensaciones para las personas cuyas propiedades fueron tomadas o destruidas durante la guerra. También tuvo que llegar a un acuerdo con España con respecto a los prisioneros de guerra en manos de ambas partes. Muchos nobles todavía eran prisioneros y no podían pagar su rescate. Soldados comunes fueron consignados para usar como remeros en las galeras reales. Incluso después de que se firmara un compromiso de liberación recíproca, España no estaba ansiosa por perder a sus prisioneros. Cuando Francisco II murió, Francia se retiró de Escocia, Brasil, Córcega, Toscana, Saboya y la mayor parte del Piamonte.

## Pérdida de Escocia
Con el matrimonio de Francisco II y María Estuardo, el futuro de Escocia se vinculó con el de Francia. Una cláusula secreta firmada por la reina, disponía que Escocia se convertiría en parte de Francia si la pareja real no tuviera hijos. La madre de la reina, María de Guisa, ya era regente para Escocia. Debido al control francés sobre su país, una congregación de señores escoceses organizó un levantamiento e hizo que la regente y sus consejos franceses abandonaran la capital, Edimburgo, en mayo de 1559. Después de refugiarse en la fortaleza de Dunbar, María de Guisa pidió ayuda a Francia. Francisco II y María Estuardo enviaron tropas de inmediato. A finales de 1559, Francia había recuperado el control de Escocia.

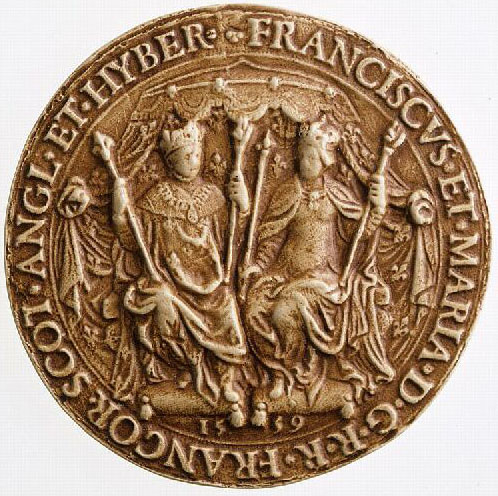
Moldeado del sello de Francisco II y María Estuardo, reyes de Francia y Escocia.

Nada parecía interponerse en el camino de que Francia controlara Escocia, aparte del apoyo inglés para el levantamiento de los nobles escoceses. La reina Isabel I de Inglaterra, todavía estaba ofendida porque Francisco II y María Estuardo se habían puesto las armas de Inglaterra, proclamando así las pretensiones de María sobre el trono de Inglaterra. En enero de 1560, la flota inglesa bloqueó el puerto de Leith, que las tropas francesas habían convertido en una base militar. Fueron apoyados por la llegada en abril de 6000 soldados y 3000 jinetes, que comenzaron el asedio de la ciudad.
Las tropas inglesas no fueron particularmente exitosas, pero las tropas francesas se encontraron en una mejor posición estratégica. La mala situación financiera del gobierno francés y la agitación interna en el reino francés, impidieron el envío de refuerzos militares. Cuando el obispo de Valence y Charles de La Rochefoucault, enviados por el rey para negociar, llegaron a Escocia, fueron tratados casi como prisioneros. Con María de Guisa encerrada en una fortaleza de Edimburgo, los dos hombres se vieron obligados a negociar una paz que era desventajosa para Francia. El 6 de julio de 1560, firmaron el tratado de Edimburgo, que puso fin a la ocupación francesa de Escocia. Francisco II y María Estuardo tuvieron que retirar las tropas francesas y dejar de mostrar las armas de Inglaterra.
Unas semanas después, el parlamento de Escocia estableció el protestantismo como la religión del estado. Cuando Francisco II y María Estuardo recibieron el tratado de Edimburgo, se indignaron y se negaron a firmarlo. También cuestionaron la legitimidad de la decisión del Parlamento escocés. 
Tras unos pocos meses de reinado, Francisco II falleció el 5 de diciembre de 1560 a causa de una otitis que le produjo un absceso. La trepanación la llevó a cabo Ambroise Paré. Al morir sin descendencia, su hermano, el duque Carlos de Orleans, con diez años, le sucedió como Carlos IX. Mientras que su esposa, a la que el amó hasta el día de su muerte, María Estuardo, volvió a Escocia.

## Muerte

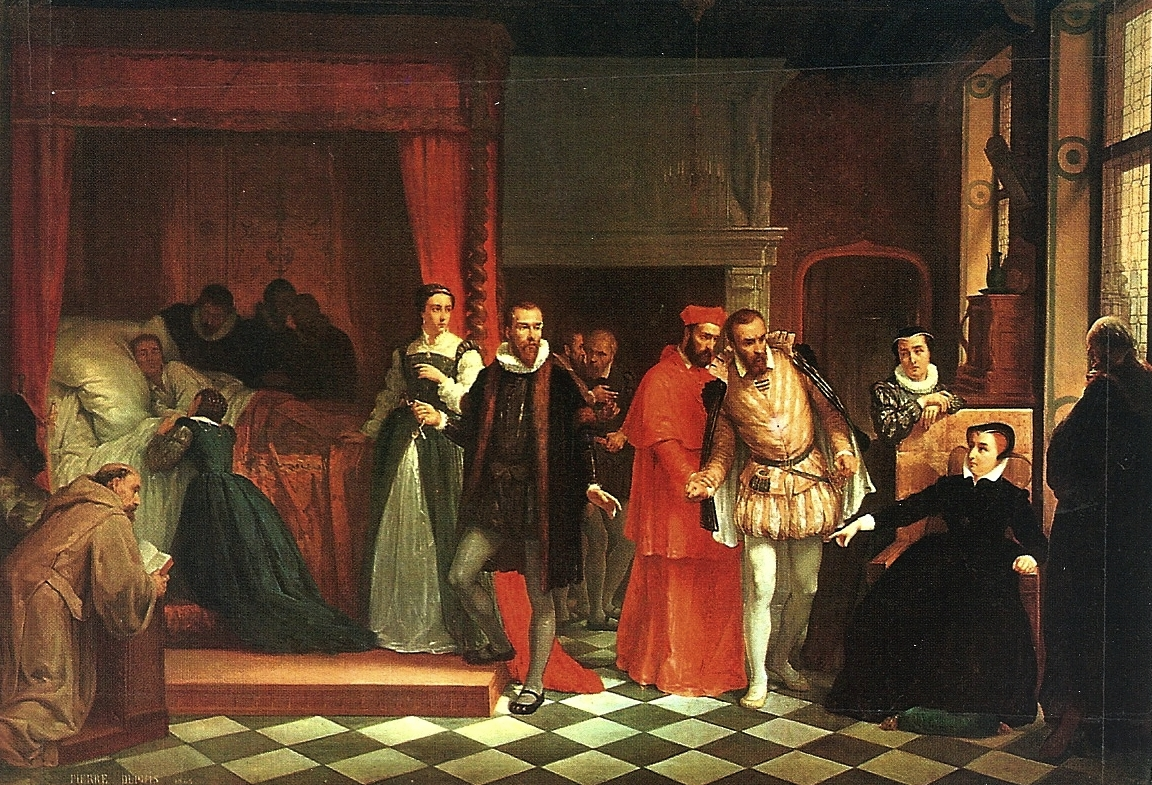
La muerte de Francisco II, 1865, por Pierre Dupuy - Palacio Groslot, Orleans, Francia.

La salud del rey se deterioró en noviembre de 1560. El 16 de noviembre se desmayó y, después de solo diecisiete meses en el trono, Francisco II murió el 5 de diciembre de 1560 en el palacio Groslot, Orleans, a causa una afección en el oído. Se han sugerido múltiples enfermedades, como la mastoiditis, meningitis u otitis exacerbada en un absceso. Ambroise Paré, el cirujano real, consideró realizar una trepanación. Las sospechas de que los protestantes hubieran envenenado al rey iban en aumento. Una opinión sostenida por los católicos a medida que aumentaban las tensiones entre ellos y los protestantes. Sin embargo, esto no ha sido probado.

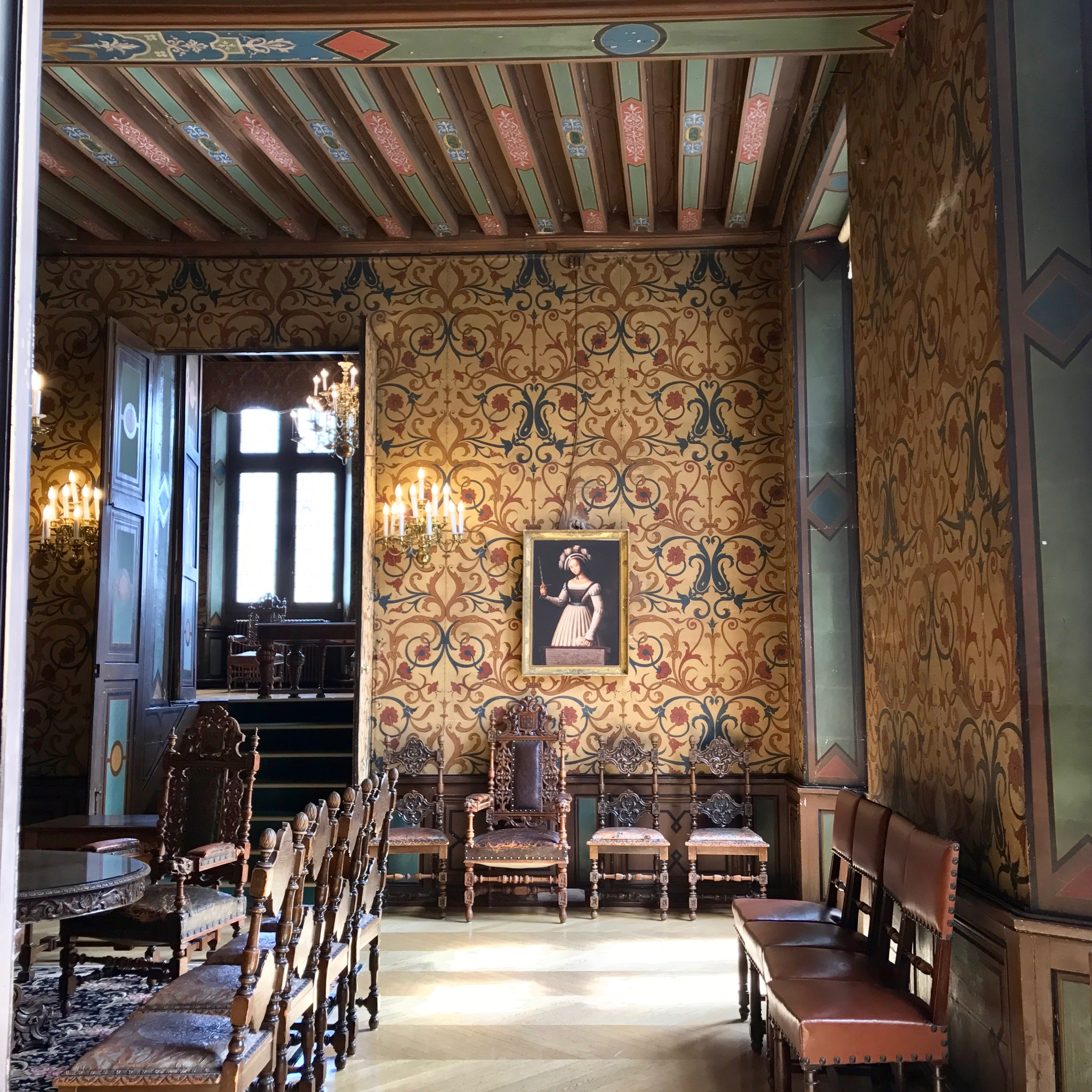
Hotel Groslot, Orléans. El rey Francisco II murió en este cuarto.

Francisco II murió sin hijos, por lo que su hermano menor Carlos, entonces de diez años, lo sucedió. El 21 de diciembre, el consejo nombró a Catalina como regente de Francia. Los Guisa abandonaron la corte, mientras que María Estuardo, la viuda de Francisco II, regresó a Escocia. Luis, príncipe de Condé, encarcelado y en espera de ejecución, fue liberado después de algunas negociaciones con Catalina.
Francisco II tuvo un breve reinado. Se convirtió en rey cuando era un adolescente inexperto, en un momento en que el reino estaba luchando con problemas religiosos. Los historiadores coinciden en que Francisco II era frágil, tanto física como psicológicamente, y su frágil salud lo llevó a su muerte prematura. La cuestión de si su matrimonio con María Estuardo fue consumado o no permanece sin respuesta. El 23 de diciembre de 1560, el cuerpo de Francisco II fue enterrado en la Basílica de Saint-Denis por Carlos de La Roche-sur-Yon.

## Títulos y armas
- Rey de Francia (1559-1560)
- Rey consorte de Escocia (1558-1560)
- Duque de Bretaña (1544)
- Delfín de Viennois (1547)

Armas reales de Francisco, delfín y rey consorte de Escocia.
Armas reales de María, reina de Escocia, empalados con las de su esposo Francisco.
Armas reales de Francisco II.
Armas reales de María, reina de Escocia, como reina consorte de Francia.
Armas reales de María, reina de Escocia, como reina viuda de Francia.

## Ascendencia
| \| \| \| \| \| \| \| \| \| \| \| \| \| \| \| \| \| \| \| \| 16. Juan de Orleans \| \| \| \| \| \| \| \| \| \| \| \| \| \| \| \| \| \| \| \| \| \| \| \| \| \| \| \| \| \| \| \| \| \| \| \| \| \| \| \| \| \| \| \| \| \| \| \| \| \| \| \| \| \| 8. Carlos I de Orleans \| \| \| \| \| \| \| \| \| \| \| \| \| \| \| \| \| \| \| \| \| \| \| \| \| \| \| \| \| \| \| \| \| \| \| \| \| \| \| \| \| \| \| \| \| \| \| \| \| \| \| \| \| \| 17. Margarita de Rohan \| \| \| \| \| \| \| \| \| \| \| \| \| \| \| \| \| \| \| \| \| \| \| \| \| \| \| \| \| \| \| \| \| \| \| \| \| \| \| \| \| \| \| \| \| \| \| \| \| \| \| \| \| \| 4. Francisco I de Francia \| \| \| \| \| \| \| \| \| \| \| \| \| \| \| \| \| \| \| \| \| \| \| \| \| \| \| \| \| \| \| \| \| \| \| \| \| \| \| \| \| \| \| \| \| \| \| \| \| \| \| \| \| \| 18. Felipe II de Saboya \| \| \| \| \| \| \| \| \| \| \| \| \| \| \| \| \| \| \| \| \| \| \| \| \| \| \| \| \| \| \| \| \| \| \| \| \| \| \| \| \| \| \| \| \| \| \| \| \| \| \| \| \| \| 9. Luisa de Saboya \| \| \| \| \| \| \| \| \| \| \| \| \| \| \| \| \| \| \| \| \| \| \| \| \| \| \| \| \| \| \| \| \| \| \| \| \| \| \| \| \| \| \| \| \| \| \| \| \| \| \| \| \| \| 19. Margarita de Borbón \| \| \| \| \| \| \| \| \| \| \| \| \| \| \| \| \| \| \| \| \| \| \| \| \| \| \| \| \| \| \| \| \| \| \| \| \| \| \| \| \| \| \| \| \| \| \| \| \| \| \| \| \| \| 2. Enrique II de Francia \| \| \| \| \| \| \| \| \| \| \| \| \| \| \| \| \| \| \| \| \| \| \| \| \| \| \| \| \| \| \| \| \| \| \| \| \| \| \| \| \| \| \| \| \| \| \| \| \| \| \| \| \| \| 20. Carlos I de Orleans \| \| \| \| \| \| \| \| \| \| \| \| \| \| \| \| \| \| \| \| \| \| \| \| \| \| \| \| \| \| \| \| \| \| \| \| \| \| \| \| \| \| \| \| \| \| \| \| \| \| \| \| \| \| 10. Luis XII de Francia \| \| \| \| \| \| \| \| \| \| \| \| \| \| \| \| \| \| \| \| \| \| \| \| \| \| \| \| \| \| \| \| \| \| \| \| \| \| \| \| \| \| \| \| \| \| \| \| \| \| \| \| \| \| 21. María de Cléveris (1426-1487) \| \| \| \| \| \| \| \| \| \| \| \| \| \| \| \| \| \| \| \| \| \| \| \| \| \| \| \| \| \| \| \| \| \| \| \| \| \| \| \| \| \| \| \| \| \| \| \| \| \| \| \| \| \| 5. Claudia de Francia \| \| \| \| \| \| \| \| \| \| \| \| \| \| \| \| \| \| \| \| \| \| \| \| \| \| \| \| \| \| \| \| \| \| \| \| \| \| \| \| \| \| \| \| \| \| \| \| \| \| \| \| \| \| 22. Francisco II de Bretaña \| \| \| \| \| \| \| \| \| \| \| \| \| \| \| \| \| \| \| \| \| \| \| \| \| \| \| \| \| \| \| \| \| \| \| \| \| \| \| \| \| \| \| \| \| \| \| \| \| \| \| \| \| \| 11. Ana de Bretaña \| \| \| \| \| \| \| \| \| \| \| \| \| \| \| \| \| \| \| \| \| \| \| \| \| \| \| \| \| \| \| \| \| \| \| \| \| \| \| \| \| \| \| \| \| \| \| \| \| \| \| \| \| \| 23. Margarita de Foix \| \| \| \| \| \| \| \| \| \| \| \| \| \| \| \| \| \| \| \| \| \| \| \| \| \| \| \| \| \| \| \| \| \| \| \| \| \| \| \| \| \| \| \| \| \| \| \| \| \| \| \| \| \| 1. Francisco II de Francia \| \| \| \| \| \| \| \| \| \| \| \| \| \| \| \| \| \| \| \| \| \| \| \| \| \| \| \| \| \| \| \| \| \| \| \| \| \| \| \| \| \| \| \| \| \| \| \| \| \| \| \| \| \| 24. Lorenzo de Médici \| \| \| \| \| \| \| \| \| \| \| \| \| \| \| \| \| \| \| \| \| \| \| \| \| \| \| \| \| \| \| \| \| \| \| \| \| \| \| \| \| \| \| \| \| \| \| \| \| \| \| \| \| \| 12. Pedro II de Médici \| \| \| \| \| \| \| \| \| \| \| \| \| \| \| \| \| \| \| \| \| \| \| \| \| \| \| \| \| \| \| \| \| \| \| \| \| \| \| \| \| \| \| \| \| \| \| \| \| \| \| \| \| \| 25. Clarisa Orsini \| \| \| \| \| \| \| \| \| \| \| \| \| \| \| \| \| \| \| \| \| \| \| \| \| \| \| \| \| \| \| \| \| \| \| \| \| \| \| \| \| \| \| \| \| \| \| \| \| \| \| \| \| \| 6. Lorenzo II de Médici \| \| \| \| \| \| \| \| \| \| \| \| \| \| \| \| \| \| \| \| \| \| \| \| \| \| \| \| \| \| \| \| \| \| \| \| \| \| \| \| \| \| \| \| \| \| \| \| \| \| \| \| \| \| 26. Roberto Orsini \| \| \| \| \| \| \| \| \| \| \| \| \| \| \| \| \| \| \| \| \| \| \| \| \| \| \| \| \| \| \| \| \| \| \| \| \| \| \| \| \| \| \| \| \| \| \| \| \| \| \| \| \| \| 13. Alfonsina Orsini \| \| \| \| \| \| \| \| \| \| \| \| \| \| \| \| \| \| \| \| \| \| \| \| \| \| \| \| \| \| \| \| \| \| \| \| \| \| \| \| \| \| \| \| \| \| \| \| \| \| \| \| \| \| 27. Catalina Sanseverino \| \| \| \| \| \| \| \| \| \| \| \| \| \| \| \| \| \| \| \| \| \| \| \| \| \| \| \| \| \| \| \| \| \| \| \| \| \| \| \| \| \| \| \| \| \| \| \| \| \| \| \| \| \| 3. Catalina de Médici \| \| \| \| \| \| \| \| \| \| \| \| \| \| \| \| \| \| \| \| \| \| \| \| \| \| \| \| \| \| \| \| \| \| \| \| \| \| \| \| \| \| \| \| \| \| \| \| \| \| \| \| \| \| 28. Bertrand VI de La Tour de Auvernia \| \| \| \| \| \| \| \| \| \| \| \| \| \| \| \| \| \| \| \| \| \| \| \| \| \| \| \| \| \| \| \| \| \| \| \| \| \| \| \| \| \| \| \| \| \| \| \| \| \| \| \| \| \| 14. Juan IV, conde de Auvernia \| \| \| \| \| \| \| \| \| \| \| \| \| \| \| \| \| \| \| \| \| \| \| \| \| \| \| \| \| \| \| \| \| \| \| \| \| \| \| \| \| \| \| \| \| \| \| \| \| \| \| \| \| \| 29. Louise de La Trémoille \| \| \| \| \| \| \| \| \| \| \| \| \| \| \| \| \| \| \| \| \| \| \| \| \| \| \| \| \| \| \| \| \| \| \| \| \| \| \| \| \| \| \| \| \| \| \| \| \| \| \| \| \| \| 7. Magdalena de la Tour de Auvernia \| \| \| \| \| \| \| \| \| \| \| \| \| \| \| \| \| \| \| \| \| \| \| \| \| \| \| \| \| \| \| \| \| \| \| \| \| \| \| \| \| \| \| \| \| \| \| \| \| \| \| \| \| \| 30. Juan VIII de Vendôme \| \| \| \| \| \| \| \| \| \| \| \| \| \| \| \| \| \| \| \| \| \| \| \| \| \| \| \| \| \| \| \| \| \| \| \| \| \| \| \| \| \| \| \| \| \| \| \| \| \| \| \| \| \| 15. Juana de Bourbon-Vendome \| \| \| \| \| \| \| \| \| \| \| \| \| \| \| \| \| \| \| \| \| \| \| \| \| \| \| \| \| \| \| \| \| \| \| \| \| \| \| \| \| \| \| \| \| \| \| \| \| \| \| \| \| \| 31. Isabelle de La Roche-sur-Yon \| \| \| \| \| \| \| \| \| \| \| \| \| \| \| \| \| \| \| \| \| \| \| \| \| \| \| \| \| \| \| \| \| \| \| \| \| \| \| \| \| \| \| \| \| \| \| \| \| \| \| \| |                                        |  |  |  |  |  |  |  |  |  |  |  |  |  |  |  |
| |                                        |  |  |  |  |  |  |  |  |  |  |  |  |  |  |  |
| | 16. Juan de Orleans                    |  |  |  |  |  |  |  |  |  |  |  |  |  |  |  |
| |                                        |  |  |  |  |  |  |  |  |  |  |  |  |  |  |  |
| |                                        |  |  |  |  |  |  |  |  |  |  |  |  |  |  |  |
| | 8. Carlos I de Orleans                 |  |  |  |  |  |  |  |  |  |  |  |  |  |  |  |
| |                                        |  |  |  |  |  |  |  |  |  |  |  |  |  |  |  |
| |                                        |  |  |  |  |  |  |  |  |  |  |  |  |  |  |  |
| | 17. Margarita de Rohan                 |  |  |  |  |  |  |  |  |  |  |  |  |  |  |  |
| |                                        |  |  |  |  |  |  |  |  |  |  |  |  |  |  |  |
| |                                        |  |  |  |  |  |  |  |  |  |  |  |  |  |  |  |
| | 4. Francisco I de Francia              |  |  |  |  |  |  |  |  |  |  |  |  |  |  |  |
| |                                        |  |  |  |  |  |  |  |  |  |  |  |  |  |  |  |
| |                                        |  |  |  |  |  |  |  |  |  |  |  |  |  |  |  |
| | 18. Felipe II de Saboya                |  |  |  |  |  |  |  |  |  |  |  |  |  |  |  |
| |                                        |  |  |  |  |  |  |  |  |  |  |  |  |  |  |  |
| |                                        |  |  |  |  |  |  |  |  |  |  |  |  |  |  |  |
| | 9. Luisa de Saboya                     |  |  |  |  |  |  |  |  |  |  |  |  |  |  |  |
| |                                        |  |  |  |  |  |  |  |  |  |  |  |  |  |  |  |
| |                                        |  |  |  |  |  |  |  |  |  |  |  |  |  |  |  |
| | 19. Margarita de Borbón                |  |  |  |  |  |  |  |  |  |  |  |  |  |  |  |
| |                                        |  |  |  |  |  |  |  |  |  |  |  |  |  |  |  |
| |                                        |  |  |  |  |  |  |  |  |  |  |  |  |  |  |  |
| | 2. Enrique II de Francia               |  |  |  |  |  |  |  |  |  |  |  |  |  |  |  |
| |                                        |  |  |  |  |  |  |  |  |  |  |  |  |  |  |  |
| |                                        |  |  |  |  |  |  |  |  |  |  |  |  |  |  |  |
| | 20. Carlos I de Orleans                |  |  |  |  |  |  |  |  |  |  |  |  |  |  |  |
| |                                        |  |  |  |  |  |  |  |  |  |  |  |  |  |  |  |
| |                                        |  |  |  |  |  |  |  |  |  |  |  |  |  |  |  |
| | 10. Luis XII de Francia                |  |  |  |  |  |  |  |  |  |  |  |  |  |  |  |
| |                                        |  |  |  |  |  |  |  |  |  |  |  |  |  |  |  |
| |                                        |  |  |  |  |  |  |  |  |  |  |  |  |  |  |  |
| | 21. María de Cléveris (1426-1487)      |  |  |  |  |  |  |  |  |  |  |  |  |  |  |  |
| |                                        |  |  |  |  |  |  |  |  |  |  |  |  |  |  |  |
| |                                        |  |  |  |  |  |  |  |  |  |  |  |  |  |  |  |
| | 5. Claudia de Francia                  |  |  |  |  |  |  |  |  |  |  |  |  |  |  |  |
| |                                        |  |  |  |  |  |  |  |  |  |  |  |  |  |  |  |
| |                                        |  |  |  |  |  |  |  |  |  |  |  |  |  |  |  |
| | 22. Francisco II de Bretaña            |  |  |  |  |  |  |  |  |  |  |  |  |  |  |  |
| |                                        |  |  |  |  |  |  |  |  |  |  |  |  |  |  |  |
| |                                        |  |  |  |  |  |  |  |  |  |  |  |  |  |  |  |
| | 11. Ana de Bretaña                     |  |  |  |  |  |  |  |  |  |  |  |  |  |  |  |
| |                                        |  |  |  |  |  |  |  |  |  |  |  |  |  |  |  |
| |                                        |  |  |  |  |  |  |  |  |  |  |  |  |  |  |  |
| | 23. Margarita de Foix                  |  |  |  |  |  |  |  |  |  |  |  |  |  |  |  |
| |                                        |  |  |  |  |  |  |  |  |  |  |  |  |  |  |  |
| |                                        |  |  |  |  |  |  |  |  |  |  |  |  |  |  |  |
| | 1. Francisco II de Francia             |  |  |  |  |  |  |  |  |  |  |  |  |  |  |  |
| |                                        |  |  |  |  |  |  |  |  |  |  |  |  |  |  |  |
| |                                        |  |  |  |  |  |  |  |  |  |  |  |  |  |  |  |
| | 24. Lorenzo de Médici                  |  |  |  |  |  |  |  |  |  |  |  |  |  |  |  |
| |                                        |  |  |  |  |  |  |  |  |  |  |  |  |  |  |  |
| |                                        |  |  |  |  |  |  |  |  |  |  |  |  |  |  |  |
| | 12. Pedro II de Médici                 |  |  |  |  |  |  |  |  |  |  |  |  |  |  |  |
| |                                        |  |  |  |  |  |  |  |  |  |  |  |  |  |  |  |
| |                                        |  |  |  |  |  |  |  |  |  |  |  |  |  |  |  |
| | 25. Clarisa Orsini                     |  |  |  |  |  |  |  |  |  |  |  |  |  |  |  |
| |                                        |  |  |  |  |  |  |  |  |  |  |  |  |  |  |  |
| |                                        |  |  |  |  |  |  |  |  |  |  |  |  |  |  |  |
| | 6. Lorenzo II de Médici                |  |  |  |  |  |  |  |  |  |  |  |  |  |  |  |
| |                                        |  |  |  |  |  |  |  |  |  |  |  |  |  |  |  |
| |                                        |  |  |  |  |  |  |  |  |  |  |  |  |  |  |  |
| | 26. Roberto Orsini                     |  |  |  |  |  |  |  |  |  |  |  |  |  |  |  |
| |                                        |  |  |  |  |  |  |  |  |  |  |  |  |  |  |  |
| |                                        |  |  |  |  |  |  |  |  |  |  |  |  |  |  |  |
| | 13. Alfonsina Orsini                   |  |  |  |  |  |  |  |  |  |  |  |  |  |  |  |
| |                                        |  |  |  |  |  |  |  |  |  |  |  |  |  |  |  |
| |                                        |  |  |  |  |  |  |  |  |  |  |  |  |  |  |  |
| | 27. Catalina Sanseverino               |  |  |  |  |  |  |  |  |  |  |  |  |  |  |  |
| |                                        |  |  |  |  |  |  |  |  |  |  |  |  |  |  |  |
| |                                        |  |  |  |  |  |  |  |  |  |  |  |  |  |  |  |
| | 3. Catalina de Médici                  |  |  |  |  |  |  |  |  |  |  |  |  |  |  |  |
| |                                        |  |  |  |  |  |  |  |  |  |  |  |  |  |  |  |
| |                                        |  |  |  |  |  |  |  |  |  |  |  |  |  |  |  |
| | 28. Bertrand VI de La Tour de Auvernia |  |  |  |  |  |  |  |  |  |  |  |  |  |  |  |
| |                                        |  |  |  |  |  |  |  |  |  |  |  |  |  |  |  |
| |                                        |  |  |  |  |  |  |  |  |  |  |  |  |  |  |  |
| | 14. Juan IV, conde de Auvernia         |  |  |  |  |  |  |  |  |  |  |  |  |  |  |  |
| |                                        |  |  |  |  |  |  |  |  |  |  |  |  |  |  |  |
| |                                        |  |  |  |  |  |  |  |  |  |  |  |  |  |  |  |
| | 29. Louise de La Trémoille             |  |  |  |  |  |  |  |  |  |  |  |  |  |  |  |
| |                                        |  |  |  |  |  |  |  |  |  |  |  |  |  |  |  |
| |                                        |  |  |  |  |  |  |  |  |  |  |  |  |  |  |  |
| | 7. Magdalena de la Tour de Auvernia    |  |  |  |  |  |  |  |  |  |  |  |  |  |  |  |
| |                                        |  |  |  |  |  |  |  |  |  |  |  |  |  |  |  |
| |                                        |  |  |  |  |  |  |  |  |  |  |  |  |  |  |  |
| | 30. Juan VIII de Vendôme               |  |  |  |  |  |  |  |  |  |  |  |  |  |  |  |
| |                                        |  |  |  |  |  |  |  |  |  |  |  |  |  |  |  |
| |                                        |  |  |  |  |  |  |  |  |  |  |  |  |  |  |  |
| | 15. Juana de Bourbon-Vendome           |  |  |  |  |  |  |  |  |  |  |  |  |  |  |  |
| |                                        |  |  |  |  |  |  |  |  |  |  |  |  |  |  |  |
| |                                        |  |  |  |  |  |  |  |  |  |  |  |  |  |  |  |
| | 31. Isabelle de La Roche-sur-Yon       |  |  |  |  |  |  |  |  |  |  |  |  |  |  |  |
| |                                        |  |  |  |  |  |  |  |  |  |  |  |  |  |  |  |
| |                                        |  |  |  |  |  |  |  |  |  |  |  |  |  |  |  |

| Predecesor: Enrique II | Rey de Francia 1559 - 1560 | Sucesor: Carlos IX |